# Жорновець (Вологодська область)
Жорновець (рос. Жорновец) — сільце Кадуйського району Вологодської області Російської Федерації.

## Географія
Розташована на лівому березі річки Усть-Кадуй, притоки Суди, за 8 км на північний схід від райцентру — селища Кадуй.

## Клімат
У селі помірно-континентальний клімат. Зима довга, але м'яка, триває п'ять місяців. Весна та осінь прохолодні. Найнижча середня температура у січні: -11.4 °C, найвища у липні: + 17.2 °C.
Опадів випадає більше влітку та восени. Найменша кількість опадів випадає у січні.

## Назва
Первісно називалося Жерновей. Існує дві версії походження назви. Відповідно до першої версії село отримало назву через те, що поруч з нею добували камінь для жорен. Згідно з другою версією, походження топоніма може бути пов'язано з язичництвом, оскільки у язичників жорна символізують багатство.

## Історія
До 2015 року Жорновець входив у Рукавицьке сільське поселення, нині — до складу сільського поселення Семизер'я.

## Населення
| 2002 | 2010 |
| 2    | ▲ 4  |